# Hợp nhất thiên hà

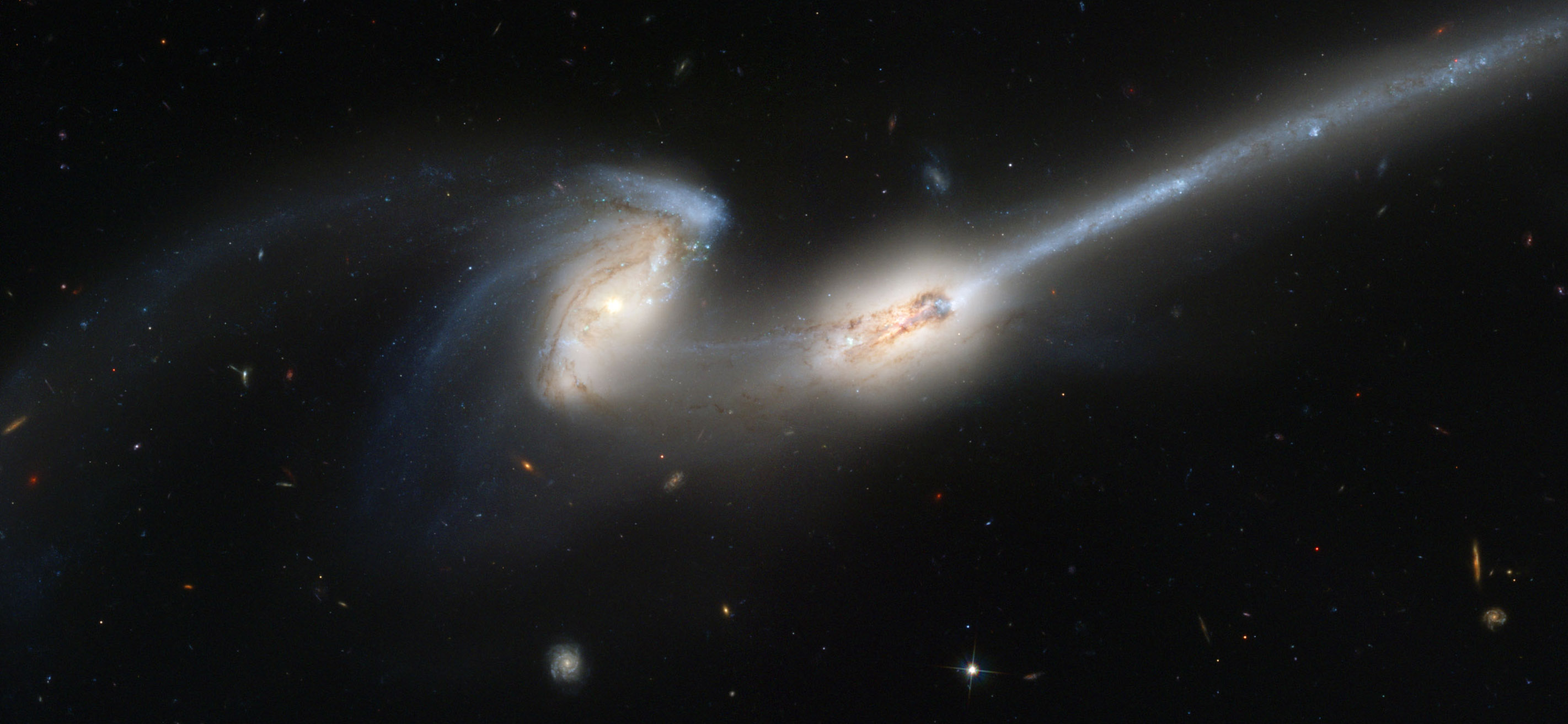
Các thiên hà Mice (NGC 4676 A & B) đang trong quá trình hợp nhất.

Hợp nhất thiên hà có thể xảy ra khi hai (hoặc nhiều) thiên hà va chạm.  Chúng là loại tương tác bạo lực nhất của thiên hà.  Sự tương tác hấp dẫn giữa các thiên hà và ma sát giữa khí và bụi có ảnh hưởng lớn đến các thiên hà liên quan.  Hiệu quả chính xác của các vụ sáp nhập này phụ thuộc vào rất nhiều thông số như góc va chạm, tốc độ và kích thước/thành phần tương đối và hiện đang là một lĩnh vực nghiên cứu cực kỳ tích cực.  Sáp nhập thiên hà rất quan trọng vì tỷ lệ sáp nhập là thước đo cơ bản của sự tiến hóa của thiên hà.  Tỷ lệ sáp nhập cũng cung cấp cho các nhà thiên văn học những manh mối về cách các thiên hà bị khối lượng lớn theo thời gian.

## Miêu tả
Trong quá trình sáp nhập, các ngôi sao và vật chất tối trong mỗi thiên hà trở nên bị ảnh hưởng bởi thiên hà đang đến gần.  Hướng tới giai đoạn cuối của quá trình sáp nhập, thế năng hấp dẫn (tức là hình dạng của thiên hà) bắt đầu thay đổi nhanh đến mức quỹ đạo sao bị ảnh hưởng rất lớn và mất bất kỳ ký ức nào về quỹ đạo trước đó của chúng.  Quá trình này được gọi là thư giãn bạo lực.  Do đó, nếu hai thiên hà đĩa va chạm vào nhau, chúng bắt đầu bằng các ngôi sao của chúng trong một vòng quay có trật tự trong mặt phẳng của đĩa.  Trong quá trình sáp nhập, chuyển động có trật tự được chuyển thành năng lượng ngẫu nhiên.  Thiên hà kết quả bị chi phối bởi các ngôi sao quay quanh thiên hà trong một mạng lưới quỹ đạo phức tạp và ngẫu nhiên.  Đây là những gì chúng ta thấy trong các thiên hà hình elip, các ngôi sao trên các quỹ đạo không có thứ tự ngẫu nhiên. 

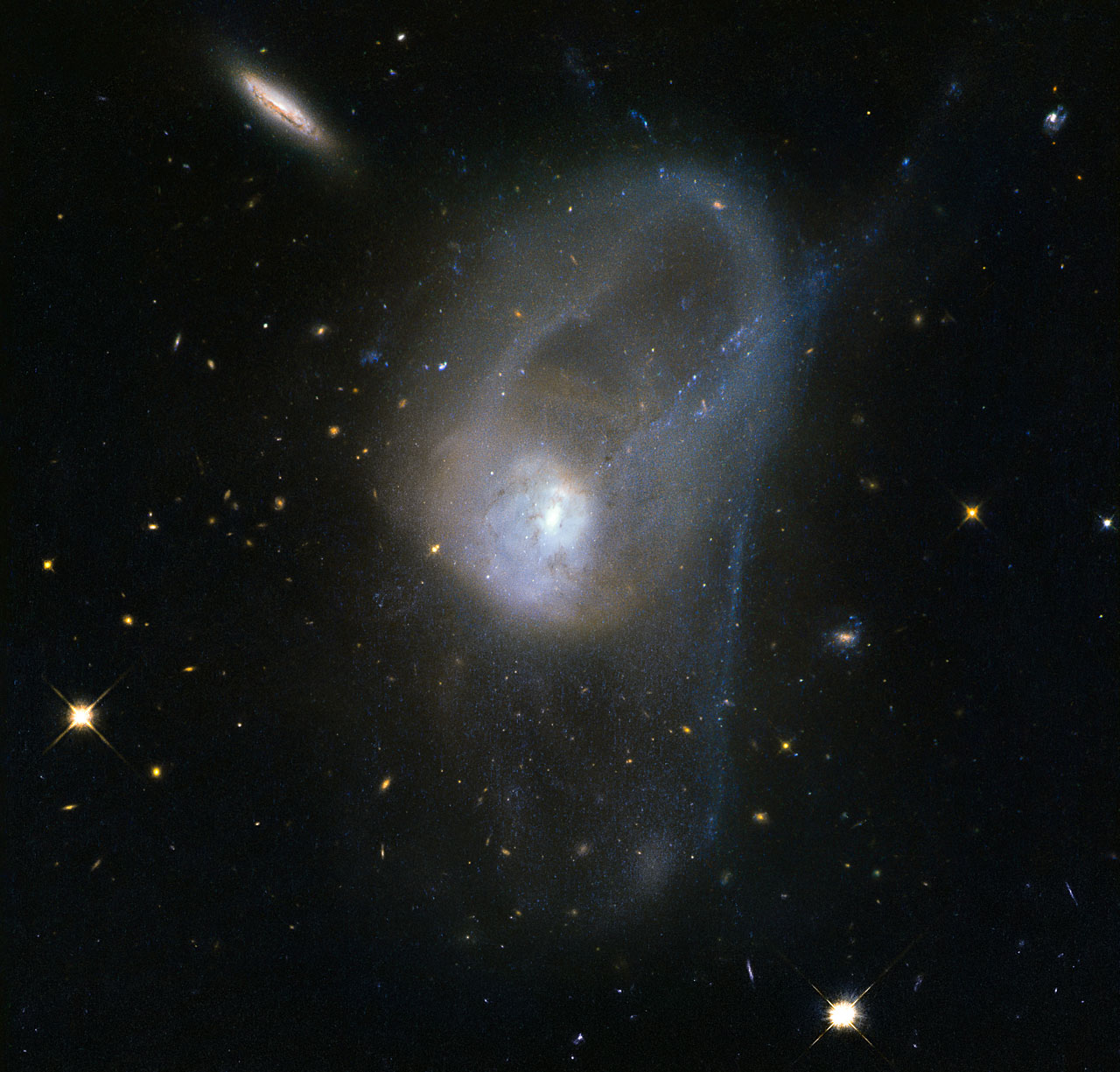
NGC 3921 là một cặp thiên hà đĩa tương tác trong giai đoạn cuối của quá trình sáp nhập.

Sáp nhập cũng là vị trí của số lượng cực lớn của sự hình thành sao.  Tỷ lệ hình thành sao (SFR) trong một vụ sáp nhập lớn có thể đạt tới hàng ngàn ngôi sao mới có giá trị khối lượng mặt trời mỗi năm, tùy thuộc vào hàm lượng khí của mỗi thiên hà và dịch chuyển đỏ của nó.  SFR sáp nhập điển hình là ít hơn 100 khối lượng mặt trời mới mỗi năm.  Con số này lớn so với Galaxy của chúng ta, chỉ tạo ra một vài (~2) ngôi sao mới mỗi năm.  Mặc dù các ngôi sao gần như không bao giờ đủ gần để thực sự va chạm vào các vụ sáp nhập thiên hà, nhưng các đám mây phân tử khổng lồ nhanh chóng rơi xuống trung tâm của thiên hà nơi chúng va chạm với các đám mây phân tử khác.  Những va chạm này sau đó tạo ra sự ngưng tụ của những đám mây này thành những ngôi sao mới.  Chúng ta có thể thấy hiện tượng này trong việc hợp nhất các thiên hà trong vũ trụ gần đó.  Tuy nhiên, quá trình này được thể hiện rõ hơn trong các vụ sáp nhập hình thành hầu hết các thiên hà hình elip mà chúng ta thấy ngày nay, có khả năng xảy ra cách đây 110 tỷ năm trước, khi có nhiều khí hơn (và do đó nhiều đám mây phân tử hơn) trong các thiên hà.  Ngoài ra, từ trung tâm của các đám mây khí thiên hà sẽ chạy vào nhau tạo ra các cú sốc kích thích sự hình thành của các ngôi sao mới trong các đám mây khí.  Kết quả của tất cả các bạo lực này là các thiên hà có xu hướng có ít khí có sẵn để hình thành các ngôi sao mới sau khi chúng hợp nhất.  Do đó, nếu một thiên hà tham gia vào một vụ sáp nhập lớn, và sau đó vài tỷ năm trôi qua, thiên hà sẽ có rất ít ngôi sao trẻ (xem tiến hóa của sao).  Đây là những gì chúng ta thấy trong các thiên hà hình elip ngày nay, rất ít khí phân tử và rất ít ngôi sao trẻ.  Người ta cho rằng điều này là do các thiên hà hình elip là sản phẩm cuối cùng của các vụ sáp nhập lớn sử dụng phần lớn khí trong quá trình sáp nhập, và do đó hình thành sao tiếp theo sau khi sáp nhập bị dập tắt.  
Việc hợp nhất thiên hà có thể được mô phỏng trong máy tính, để tìm hiểu thêm về sự hình thành thiên hà.  Các cặp thiên hà ban đầu thuộc bất kỳ loại hình thái nào đều có thể được theo dõi, có tính đến tất cả các lực hấp dẫn, và cả thủy động lực và sự phân tán của khí liên sao, sự hình thành sao ra khỏi khí và năng lượng và khối lượng được giải phóng trở lại trong môi trường liên sao.  Một thư viện mô phỏng sáp nhập thiên hà như vậy có thể được tìm thấy trên trang web của GALmer.  Một nghiên cứu do Jennifer Lotz thuộc Viện Khoa học Kính viễn vọng Không gian ở Baltimore, Maryland đã tạo ra các mô phỏng máy tính để hiểu rõ hơn hình ảnh được chụp bởi Kính viễn vọng Hubble.  Nhóm của Lotz đã cố gắng tính đến một loạt các khả năng sáp nhập, từ một cặp thiên hà có khối lượng bằng nhau liên kết với nhau đến sự tương tác giữa một thiên hà khổng lồ và một thiên hà trừng phạt.  Nhóm nghiên cứu cũng đã phân tích các quỹ đạo khác nhau cho các thiên hà, các tác động va chạm có thể xảy ra và cách các thiên hà được định hướng cho nhau.  Tổng cộng, nhóm đã đưa ra 57 kịch bản sáp nhập khác nhau và nghiên cứu các vụ sáp nhập từ 10 góc nhìn khác nhau.
Một trong những vụ sáp nhập thiên hà lớn nhất từng được quan sát bao gồm bốn thiên hà hình elip trong cụm CL0958 + 4702.  Nó có thể tạo thành một trong những thiên hà lớn nhất trong Vũ trụ.